# Modena Football Club 2011-2012
Questa voce raccoglie le informazioni riguardanti il Modena Football Club nelle competizioni ufficiali della stagione 2011-2012.

## Stagione
Nella stagione 2011-2012 il debutto stagionale del Modena avviene il 13 agosto nel Secondo Turno della Coppa Italia allo Stadio Alberto Braglia vincendo (4-0) contro il Frosinone con tripletta di Giuseppe Greco e il gol di Marco Turati. Al Terzo Turno, sempre in casa, sfida la Reggina, battuta col punteggio (2-1), decisive le reti di Greco e Di Gennaro.
Gli emiliani si sono qualificato al Quarto Turno dove hanno incontrato il Chievo Verona venendo sconfitti (3-0) e così eliminati dalla competizione.
Il campionato cadetto inizia con due sconfitte consecutive contro la Reggina e il Bari. Il 14 novembre 2011 dopo la sconfitta interna contro l'Empoli l'allenatore Cristiano Bergodi viene esonerato. Al suo posto viene chiamato l'allenatore della Primavera Agatino Cuttone, che esordisce nel pareggio esterno (2-2) contro la Juve Stabia. Ma una serie di risultati negativi (tra cui la sconfitta a Verona ed il pareggio interno con la Reggina) hanno convinto la società emiliana a richiamare lo stesso Bergodi dai primi di marzo, con i canarini quint'ultimi con 25 punti, un solo punto sulla zona Play-out, si tratta di un ritorno efficace, perché guida positivamente la squadra fino alla fine del campionato, raccogliendo un buon dodicesimo posto finale con 52 punti.

## Organigramma societario
Area direttiva
- Presidente onorario: Cav. Sergio Brighenti
- Presidente: Maurizio Rinaldi
- Vice presidente: Ninetto Sgarbi
- Consiglieri: Aldo Ferrari

Area organizzativa
- Accompagnatore Ufficiale: Umberto Barberini
- Segretario sportivo: Stefano Casolari
- Segreteria: Andrea Russo
- Responsabile sicurezza: Stefano Zoboli
- Responsabile amministrativo: Roberta Garaldi

Area comunicazione e marketing
- Responsabile comunicazione: Francesco Iacopino
- Ufficio marketing: Simone Palmieri, Annalisa Bollini

Area tecnica
- Direttore sportivo: Fausto Pari
- Allenatore: Cristiano Bergodi (fino al 14 novembre 2011 e dal 26 febbraio 2012), poi Agatino Cuttone (fino al 26 febbraio 2012)
- Allenatore in seconda: Luigi Ciarlantini (fino al 14 novembre 2011 e dal 26 febbraio 2012), poi Ivo Pulga (fino al 26 febbraio 2012)
- Collaboratore tecnico: Roberto Notari (fino al 14 novembre 2011), poi Raffaele Longo
- Accompagnatore: Umberto Barberini
- Preparatore dei portieri: Fabrizio Ferron
- Preparatore atletico: Marco Oneto (fino al 14 novembre 2011 e dal 26 febbraio 2012), Christian Freghieri, (Ivano Tito) (dal 14 novembre 2011 al 26 febbraio 2012)
- Magazziniere: Andrea Carra, Claudio Pifferi
- Responsabile settore giovanile: Daniele Albinelli

Area sanitaria
- Responsabile sanitario: Fabrizio Corghi
- Medico sociale: Lorenzo Segre e Alessandro Valent
- Massaggiatori: Corrado Pizzarotti, Enrico Corradini, Andrea Martinelli

## Rosa
| N. |                    | Ruolo | Calciatore           |
| -- | ------------------ | ----- | -------------------- |
| 1  | Italia (bandiera)  | P     | Nicholas Caglioni    |
| 3  | Italia (bandiera)  | D     | Alessandro Bassoli   |
| 4  | Italia (bandiera)  | C     | Riccardo Nardini     |
| 5  | Romania (bandiera) | C     | Ovidiu Petre         |
| 6  | Francia (bandiera) | D     | Mahamet Diagouraga   |
| 7  | Italia (bandiera)  | C     | Daniele Dalla Bona   |
| 8  | Italia (bandiera)  | C     | Alessandro De Vitis  |
| 9  | Italia (bandiera)  | A     | Marco Bernacci       |
| 9  | Italia (bandiera)  | A     | Marco Cellini        |
| 10 | Italia (bandiera)  | C     | Davide Di Gennaro    |
| 11 | Brasile (bandiera) | A     | Fabinho              |
| 12 | Italia (bandiera)  | A     | Francesco Stanco     |
| 14 | Italia (bandiera)  | C     | Maurizio Ciaramitaro |
| 17 | Italia (bandiera)  | D     | Erminio Rullo        |
| 20 | Italia (bandiera)  | C     | Federico Carraro     |

| N. |                    | Ruolo | Calciatore         |
| -- | ------------------ | ----- | ------------------ |
| 21 | Italia (bandiera)  | C     | Domenico Giampà    |
| 22 | Italia (bandiera)  | D     | Andrea Milani      |
| 23 | Italia (bandiera)  | D     | Paolo Ricchi       |
| 26 | Italia (bandiera)  | D     | Filippo Carini     |
| 28 | Italia (bandiera)  | D     | Romano Perticone   |
| 29 | Italia (bandiera)  | D     | Marco Turati       |
| 30 | Italia (bandiera)  | A     | Giuseppe Greco     |
| 33 | Brasile (bandiera) | D     | Jefferson Oliveira |
| 41 | Italia (bandiera)  | C     | Mattia Spezzani    |
| 50 | Italia (bandiera)  | D     | Armando Perna      |
| 63 | Italia (bandiera)  | A     | Matteo Ardemagni   |
| 69 | Italia (bandiera)  | C     | Francesco Signori  |
| 70 | Italia (bandiera)  | C     | Cris Gilioli       |
| 88 | Italia (bandiera)  | P     | Stefano Fortunato  |
| 99 | Italia (bandiera)  | P     | Matteo Guardalben  |

## Risultati

### Campionato

#### Girone di andata
| Arbitro: | Ostinelli (Como) |

|                                                |           |                |
| Campagnacci 21’, 42’ Missiroli 52’ Rizzato 74’ | Marcatori | 58’ Di Gennaro |

| Arbitro: | Candussio (Cervignano del Friuli) |

|  |           |                |
|  | Marcatori | 90+4’ De Falco |

| Arbitro: | Viti (Campobasso) |

|                                            |           |                          |
| G. Greco 36’ De Vitis 69’ Dalla Bona 90+1’ | Marcatori | 13’ Immobile 57’ Insigne |

| Arbitro: | Mariani (Aprilia) |

|                |           |              |
| Cocco 47’, 78’ | Marcatori | 68’ Bernacci |

| Arbitro: | Di Paolo (Avezzano) |

|              |           |               |
| De Vitis 33’ | Marcatori | 29’ Lunardini |

| Arbitro: | Merchiori (Ferrara) |

|                        |           |  |
| Cacia 74’ Italiano 80’ | Marcatori |  |

| Arbitro: | Pinzani (Empoli) |

|                     |           |              |
| G. Greco 27’ (rig.) | Marcatori | 29’ Feczesin |

| Arbitro: | Di Bello (Brindisi) |

|                            |           |  |
| Maah 56’ Vitofrancesco 90’ | Marcatori |  |

| Arbitro: | Baratta (Salerno) |

|                  |           |           |
| Eramo 60’ (aut.) | Marcatori | 27’ Eramo |

| Arbitro: | Gaviluucci (Latina) |

|                        |           |            |
| L. Castaldo 20’ (rig.) | Marcatori | 47’ Stanco |

| Arbitro: | Gallione (Alessandria) |

|           |           |  |
| Stanco 9’ | Marcatori |  |

| Arbitro: | Tommasi (Bassano del Grappa) |

|  |           |            |
|  | Marcatori | 88’ Carini |

| Arbitro: | Tozzi (Ostia Lido) |

|                            |           |                                                   |
| G. Greco 68’ Fabinho 90+2’ | Marcatori | 13’, 31’ G. Sansone 45+1’, 52’ Boakye 78’ Masucci |

| Varese 5 novembre 2011, ore 15:00 14ª giornata | Varese            | 0 – 0 | Modena | Stadio Franco Ossola\| Arbitro: \| Viti (Campobasso) \| |
| Arbitro:                                       | Viti (Campobasso) |       |        |                                                         |

| Arbitro: | Baratta (Salerno) |

|  |           |                      |
|  | Marcatori | 55’ Tavano 77’ Buscè |

| Arbitro: | Cervellera (Taranto) |

|                                |           |                                  |
| Mezavilla 23’ N. Tarantino 70’ | Marcatori | 65’ Stanco 79’ (rig.) Di Gennaro |

| Arbitro: | Massa (Imperia) |

|                   |           |                 |
| Bentivoglio 45+2’ | Marcatori | 83’ Ciaramitaro |

| Arbitro: | Gavillucci (Latina) |

|  |           |                                          |
|  | Marcatori | 43’ Soligo 64’ Abbruscato 90’ Mustacchio |

| Arbitro: | Ciampi (Roma) |

|              |           |              |
| Sforzini 81’ | Marcatori | 57’ G. Greco |

| Arbitro: | Gallione (Alessandria) |

|                                     |           |                |
| G. Greco 76’ (rig.) Ciaramitaro 87’ | Marcatori | 35’ Stevanovic |

| Arbitro: | Irrati (Pistoia) |

|                        |           |                     |
| Lepiller 86’ Gomez 88’ | Marcatori | 34’ (rig.) G. Greco |

#### Girone di ritorno
| Arbitro: | Giancola (Vasto) |

|                                       |           |                                                     |
| Adejo 6’ (aut.) Stanco 60’ Carini 68’ | Marcatori | 13’ N. Viola 55’ (rig.) Ceravolo 90+3’ D'Alessandro |

| Arbitro: | Viti (Campobasso) |

|  |           |          |
|  | Marcatori | 9’ Petre |

| Arbitro: | Palazzino (Ciampino) |

|                                        |           |                |
| Immobile 12’ Sansovini 19’ Insigne 56’ | Marcatori | 42’ Di Gennaro |

| Modena 31 gennaio 2012, ore 18:30 25ª giornata | Modena                            | 0 – 0 | AlbinoLeffe | Stadio Alberto Braglia\| Arbitro: \| Candussio (Cervignano del Friuli) \| |
| Arbitro:                                       | Candussio (Cervignano del Friuli) |       |             |                                                                           |

| Arbitro: | Merchiori (Ferrara) |

|                              |           |  |
| D. Ciofani 38’ Sandreani 77’ | Marcatori |  |

| Arbitro: | Tozzi (Ostia Lido) |

|                                     |           |            |
| Di Gennaro 73’ (rig.) Ardemagni 81’ | Marcatori | 33’ Legati |

| Brescia 18 febbraio 2012, ore 15:00 28ª giornata | Brescia            | 0 – 0 | Modena | Stadio Mario Rigamonti\| Arbitro: \| Velotto (Grosseto) \| |
| Arbitro:                                         | Velotto (Grosseto) |       |        |                                                            |

| Arbitro: | Mariani (Aprilia) |

|                                   |           |  |
| Ardemagni 43’, 45’ Di Gennaro 81’ | Marcatori |  |

| Arbitro: | Baracani (Firenze) |

|                                |           |                     |
| Perticone 21’ (aut.) Calil 40’ | Marcatori | 16’, 71’ Di Gennaro |

| Arbitro: | Gallione (Alessandria) |

|                            |           |  |
| Dalla Bona 55’ Signori 90’ | Marcatori |  |

| Arbitro: | Cervellera (Taranto) |

|                           |           |                                    |
| Siligardi 4’ Paulinho 57’ | Marcatori | 35’ (rig.) Di Gennaro 90+4’ Stanco |

| Arbitro: | Di Paolo (Avezzano) |

|                                   |           |  |
| G. Greco 27’ (rig.) Ardemagni 73’ | Marcatori |  |

| Modena 6 aprile 2012, ore 19:00 34ª giornata | Sassuolo            | 0 – 0 | Modena | Stadio Alberto Braglia\| Arbitro: \| Di Bello (Brindisi) \| |
| Arbitro:                                     | Di Bello (Brindisi) |       |        |                                                             |

| Arbitro: | Viti (Campobasso) |

|                           |           |                          |
| Ardemagni 39’ Cellini 54’ | Marcatori | 24’ Terlizzi 83’ De Luca |

| Arbitro: | Candussio (Cervignano del Friuli) |

|            |           |                       |
| Lazzari 4’ | Marcatori | 45’, 68’, 80’ Cellini |

| Arbitro: | Irrati (Pistoia) |

|                                              |           |  |
| Di Gennaro 17’ (rig.) Cellini 58’ Stanco 72’ | Marcatori |  |

| Arbitro: | Pinzani (Empoli) |

|  |           |                    |
|  | Marcatori | 74’ Eder 83’ Pozzi |

| Arbitro: | Velotto (Grosseto) |

|                               |           |             |
| Paolucci 45+1’ Maiorino 90+5’ | Marcatori | 55’ Cellini |

| Arbitro: | Di Paolo (Avezzano) |

|                              |           |             |
| Cellini 78’ Di Gennaro 90+1’ | Marcatori | 3’ Sforzini |

| Arbitro: | Baracani (Firenze) |

|                            |           |  |
| Oduamadi 24’ De Feudis 84’ | Marcatori |  |

| Arbitro: | Velotto (Grosseto) |

|               |           |                |
| Gilioli 90+2’ | Marcatori | 10’ Bjelanovic |

### Coppa Italia
| Arbitro: | Tommasi (Bassano del Grappa) |

|                                         |           |  |
| G. Greco 7’ (rig.), 18’, 32’ Turati 35’ | Marcatori |  |

| Arbitro: | Giannoccaro (Lecce) |

|                            |           |             |
| G. Greco 5’ Di Gennaro 83’ | Marcatori | 13’ Emerson |

| Arbitro: | Brighi (Cesena) |

|                               |           |  |
| Uribe 33’, 45+2’ Paloschi 48’ | Marcatori |  |